# ۱۳۱۲ (قمری)
۱۳۱۲ (قمری)، هزار و سیصد و دوازدهمین سال در گاهشماری هجری قمری است. اول محرم این سال برابر با پنجم ژوئیه سال ۱۸۹۴ میلادی است.

## رویدادها
وفات میرزای شیرازی

## درگذشتگان
- سید محمدحسن حسینی شیرازی ملقب به میرزای شیرازی (میرزای بزرگ)[۱]

## وابسته
- میرزا نصرالله خان نائینی
- میرزاده عشقی
- علی دشتی
- میرزای شیرازی
- حکیم صبوری
- محمدعلی اراکی